# Romain Philippoteaux
Romain Philippoteaux (Apt, 2 marzo 1988) è un allenatore di calcio ed ex calciatore francese, di ruolo centrocampista. Allenatore del Saint Apollinaire.

## Caratteristiche tecniche
È un esterno sinistro.

## Carriera
Ha esordito in Ligue 1 il 7 febbraio 2015 disputando con il Lorient l'incontro vinto 3-1 contro lo Stade Reims.